# Glikl bas Judah Leib

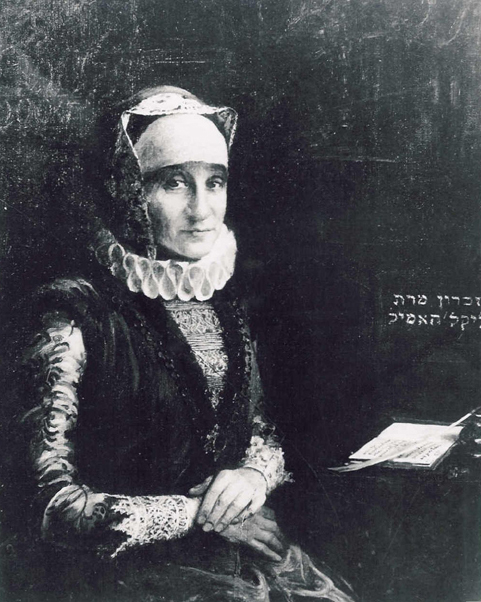
Bertha Pappenheim poseert als Glikl bas Judah Leib, in 17e-eeuws kostuum

Glikl bas Judah Leib (Jiddisch: גליקל בת ר' יהודה לייב האַמיל, Hebreeuws: גליקל בת יהודה לייב) (Hamburg 1646, Metz, 19 september 1724), ook bekend als Glückel von Hameln, of Glikl Hamel was een Joods-Duitse zakenvrouw. Zij wordt gezien als de eerste vrouwelijke Duitse autobiografe. Het verslag dat zij schreef over haar leven biedt een gedetailleerd beeld van het Joodse leven in het Duitsland van de late 17e en vroege 18e eeuw.

## Leven en werk
Glikl was de dochter van een succesvolle en gerespecteerde Joodse diamanthandelaar uit Hamburg. Haar vader was een van de eerste Joden die "woonrecht" mochten kopen in Hamburg en haar familie leefde in welvaart. Hamburg was vrijwel zonder schade uit de Dertigjarige Oorlog gekomen en ontwikkelde zich tot een bloeiende handelsstad. Desalniettemin werd Glikls jeugd overschaduwd door de in die tijd alomtegenwoordige haat jegens de Joodse gemeenschap.
Rond 1661 trouwde ze met Chaijm Hameln (alias Hein Goldschmidt), een invloedrijke zakenman. Het was een gelukkig huwelijk, waaruit twaalf kinderen geboren werden. Toen Hamburg in 1664 werd getroffen door de pest, verbleef Glikl enige tijd bij haar schoonouders in Hamelen. Nadat haar man Chaijm in 1689 stierf, nam zij diens goud- en juwelenhandel zelf over, waarin ze ook voor die tijd had meegewerkt. Ze ontwikkelde zich tot een succesvolle zakenvrouw en dreef handel met onder meer Parijs, Amsterdam, Wenen, Leipzig, Berlijn en Metz.
Zij slaagde erin de positie van haar familie verder te verbeteren, en al haar kinderen te laten trouwen met partners uit prominente Joodse families. Ook steunde zij haar kinderen en hun echtgenoten(/s) bij het opzetten van eigen ondernemingen, door voor hen garant te staan. In 1700 hertrouwde ze, met de rijke bankier Cerf Isaac Levy Rabbin uit Metz. Een zakelijk failliet van haar nieuwe man leidde er echter twee jaar later toe dat ze beiden tot armoede vervielen. Ze stierf in 1724 dan ook vrijwel zonder eigen bezittingen, in het huis van haar dochter in Metz.
Glikl begon met het schrijven van haar memoires in 1689, na de dood van haar eerste man. Vanaf 1699 (kort voor haar tweede huwelijk) stopte ze met schrijven, om haar werk tussen 1715 en 1719, na de dood van haar tweede man, te voltooien. Ze schreef het verhaal van haar leven in beginsel op voor haar nageslacht. Haar in het Jiddisch geschreven memoires verwierven later echter bekendheid als de eerste autobiografie van een vrouw in Duitsland. Haar geschriften bleken bovendien een bron van historische informatie over de Joods-Duitse geschiedenis en cultuur. Ze schreef over belangrijke gebeurtenissen in de Joodse en wereldgeschiedenis, zoals de ophef rond de zelfverklaarde Joodse Messias Sabbatai Zevi, en de impact van de Grote Noordse Oorlog. Tegelijkertijd beschreef ze ook het dagelijks leven van de Joden in Duitsland in die tijd.
Doordat haar teksten in een ongekunstelde stijl en zonder literaire doelen geschreven zijn, bieden zij bovendien waardevolle inzichten voor taalkundig onderzoek.
Nadat ze eerder al in het Jiddisch waren gepubliceerd, werden Glikls memoires in 1910 door Bertha Pappenheim naar het Duits vertaald en in Wenen uitgegeven. Pappenheim was de oprichtster van de Joodse Vrouwenbond in Duitsland, en een verre verwante van Glikl. In 1925 liet zij zich zelfs door Leopold Pilichowski schilderen in de kleding van Glikl.